# Un spectre hante l'Europe
Cet article concerne le film. Pour l'ouvrage d'où cette expression est issue, voir Manifeste du parti communiste.
Pour plus de détails, voir Fiche technique et Distribution.
Un spectre hante l'Europe (Призрак бродит по Европе) est un film d'épouvante soviétique réalisé par Vladimir Gardine et sorti en 1923.
Il a été réalisé par la société de production VUFKU de la République socialiste soviétique d'Ukraine. Il est librement adapté de la nouvelle Le Masque de la mort rouge d'Edgar Allan Poe parue en 1842. Le film met en scène un massacre sur les escaliers d'Odessa qui pourrait avoir servi d'inspiration à la célèbre scène du Cuirassé Potemkine de Sergueï Eisenstein. Les décors du film ont été conçus par le chef décorateur Vladimir Iegorov. Le chef opérateur Boris Zavalev a tourné le film en Crimée. De nombreuses sources de référence indiquent que le film date de 1921 ou 1922, mais il n'est en fait sorti qu'en 1923.
Il s'agit de l'un des rares films d'horreur muets réalisés en Russie, les autres films notables étant La Dame de pique (1910 et 1916) et Vij (1909 et 1916).

## Synopsis
Le chef vaniteux d'une nation européenne non identifiée rencontre une jeune bergère lors d'une promenade en plein air. Il en tombe amoureux, mais le destin a voulu qu'il souffre de la façon dont il a asservi et maltraité son peuple. Le père de la jeune fille s'avère être le chef d'une bande de révolutionnaires qui cherchent à renverser le despote.

## Fiche technique
- Titre français : Un spectre hante l'Europe[3]
- Titre original russe : Призрак бродит по Европе, Prizrak brodit po Ievrope[4],[5]
- Réalisation : Vladimir Gardine
- Scénario : Gueorgui Tassine (ru)
- Photographie : Boris Zavelev
- Décors : Vladimir Iegorov
- Société de production : VUFKU
- Pays de production :  Union soviétique
- Langue originale : russe (film muet)
- Genre : film d'épouvante
- Durée : 96 min
- Dates de sortie: 
  - Union soviétique: 13 février 1923

## Distribution
- Oleg Frelikh (ru) — l'empereur
- Zoïa Barantsevitch (ru) — l'impératrice
- Iona Talanov (ru) — le chambellan
- Lidia Iskritskaïa-Gardina — Èlka
- Vassili Kovriguine — le père d'Elka
- Ivan Kapralov — le pilote
- Vladimir Iegorov — khmouri
- Karl Tomski
- Ievgueni Griaznov